# パウル・フェルハーフ
パウル・フェルハーフ（Paul Verhaegh, 1983年9月1日 - ）は、オランダ・リンブルフ州出身の元サッカー選手。現役時代のポジションはディフェンダー。

## 経歴

### クラブ
2003年、PSVアイントホーフェンからAGOVVアペルドールンにレンタル移籍し33試合に出場した。2004年、FCデン・ボスに移籍。2006年、フィテッセに移籍。2010年5月、2年契約でFCアウクスブルクに移籍した。2017年、VfLヴォルフスブルクに2年契約で移籍した。2019年、FCトゥウェンテに1年契約で移籍した。2020年6月3日、現役引退を発表した。

### 代表
オランダ代表としてUEFA U-21欧州選手権2006のメンバーに選出されている。2013年8月15日、親善試合のポルトガル代表戦でA代表デビューを果たした。2014 FIFAワールドカップのオランダ代表メンバーにも選出されている。

## 代表歴

### 出場大会
- オランダ代表
  - 2014 FIFAワールドカップ

### 試合数
- 国際Aマッチ 3試合 0得点（2013年-2014年）[1]

| オランダ代表 | 国際Aマッチ | 国際Aマッチ |
| 年           | 出場        | 得点        |
| ------------ | ----------- | ----------- |
| 2013         | 1           | 0           |
| 2014         | 2           | 0           |
| 通算         | 3           | 0           |

## タイトル

### クラブ
- FCアウクスブルク
  - 2. ブンデスリーガ:  (2010-2011)

### 代表
- UEFA U-21欧州選手権 - 優勝 2006